# Stephen Leone
Stephen Robert Leone (né 19 mai 1948 à New York) est un physico-chimiste américain. Il est  professeur titulaire de la chaire John R. Thomas Endowed Chair in Physical Chemistry à l'Université de Californie à Berkeley.

## Biographie
Stephen Leone obtient son B. Sc. en chimie à l'Université Northwestern en 1970 et son Ph. D.  en chimie physique à l'Université de Californie à Berkeley en 1974 sous la direction de C. Bradley Moore avec une thèse intitulée Tunable-laser, state-selected photochemistry and energy transfer.  De 1974 à 1976, il est professeur assistant à l'Université de Californie du Sud et, à partir de 1976, il est physicien de recherche et professeur au National Institute of Standards and Technology (NIST). En 1978, il devient fellow du Joint Institute for Laboratory Astrophysics (JILA) à Boulder et en 1986 fellow du NIST. À partir de 1982, il est professeur adjoint à l'Université du Colorado à Boulder. En 2002, il devient professeur de chimie et de physique à l'Université de Californie à Berkeley. Il est directeur de la « Chemical Dynamics Beamline » au département Advanced Light Source du Lawrence Berkeley National Laboratory .

## Recherche
Stephen Leone travaille  en spectroscopie laser notamment à l'étude de la dynamique femto- et attoseconde des molécules (et de leurs réactions chimiques) et des solides (métaux, semi-conducteurs).

## Prix et distinctions
Prix et médailles
- 1980 : Médaille d'argent du département du Commerce des États-Unis
- 1982 : ACS Award in Pure Chemistry
- 1984 : Médaille d'or du département du Commerce des États-Unis
- 1984 : Prix Coblentz en spectroscopie
- 1986 : Prix Arthur S. Flemming (en)
- 1989 : Prix Herbert-P.-Broida
- 1992 : Prix Samuel Wesley Stratton du NIST
- 1995 : Médaille Bourke la division Faraday de la Royal Society of Chemistry
- 2005 : Prix Peter-Debye (en)
- 2010 : Médaille Polanyi de la Royal Society of Chemistry
- 2011 : Prix Irving-Langmuir
- 2017 : Prix Ahmed Zewail

Sociétés savantes
- Association américaine pour l'avancement des sciences
- Société américaine de physique
- Académie américaine des arts et des sciences
- National Academy of Sciences (depuis 1995),
- American Physical Society
- Japan Society for the Promotion of Science .

Bourses
- Boursier Guggenheim
- Boursier de recherche Sloan.

## Liens Web
- Groupe Leone